# Controversia sul problema della trasformazione dei valori in prezzi di produzione
Nel Libro III de Il Capitale di Karl Marx, pubblicato postumo da Friedrich Engels, che raccolse ed organizzò i manoscritti e le bozze dell'autore, viene abbandonata l'ipotesi della costanza della composizione organica del capitale tra diversi settori, assunta nel Libro I ed atta a garantire l'uguaglianza tra i valori di produzione, quelli che risultano dalle disparate quantità di lavoro incorporato nelle diverse merci, ed i prezzi di produzione, cioè non i prezzi di vendita delle merci così come sperimentati nelle economie capitalistiche, risultato della tendenza all'uniformità dei saggi di profitto settoriali, bensì i prezzi così come risultano dal processo produttivo dopo che i capitalisti abbiano conteggiato un profitto distribuito in funzione del capitale anticipato, affrontando così il conseguente problema della trasformazione dei valori in prezzi di produzione.
La soluzione che Marx dà al problema, rectius, la soluzione che emerge dai manoscritti e dalle bozze così come organizzati postumamente dall'amico Engels nel dare alle stampe il Libro III, diede inizio ad un'accesa ed impervia controversia, ormai lunga da più d'un secolo, che ha visto tra i suoi protagonisti
economisti ed intellettuali del calibro di Eugen von Böhm-Bawerk, Rudolf Hilferding, Benedetto Croce, Vilfredo Pareto, Eduard Bernstein, Oskar Lange, Isaak Rubin, Luigi Einaudi, Piero Sraffa, Maurice Dobb, Joan Robinson, Claudio Napoleoni, Paul Sweezy, Paul Samuelson e Georg von Charasoff.
Di seguito, illustriamo alcune delle osservazioni che hanno avuto maggiore eco in ambito accademico.

## Eugen von Bohm-Bawerk
Eugen von Böhm-Bawerk, considerato, insieme a Carl Menger, il fondatore della scuola austriaca in economia, nel suo Karl Marx e la fine del suo sistema (1896), formulò la prima rilevante critica di incoerenza rivolta a Marx.
Egli ritenne di dare una spiegazione del fatto che Marx, nel Libro I parla di valori e successivamente, nel III, di prezzi di produzione con la circostanza che il teorico del comunismo era un positivista. Marx, secondo il suo critico, dopo un primo approccio "metafisico" al problema del valore (Libro I), osservò l'economia reale e vi vide solo prezzi e non valori (Libro III). Vi vide la superficie delle cose e nient'altro. In sostanza partì dall'astratto verso il concreto, con un metodo sbagliato che produsse un risultato sbagliato.
In ambito marxista si risponde a questa critica con due osservazioni. La prima fa riferimento al metodo usato e dichiarato da Marx, secondo cui l'ordine dell'esposizione non coincide con quello dell'analisi. Quest'ultima parte dal concreto (un insieme caotico di fatti) per individuarvi alcune essenziali determinazioni astratte per poi, da queste ultime, ricostruire il concreto, questa volta non descritto caoticamente, ma sistematizzato mediante lo sviluppo delle determinazioni più astratte. Il concreto non è nient'altro che la concentrazione e lo sviluppo di molte, diverse e contraddittorie determinazioni essenziali.
La seconda osservazione, che è una conferma empirica della prima, riguarda la cronologia del lavoro di Marx, che all'epoca dell'intervento di Böhm-Bawerk non era ancora nota. Infatti, la stesura dei manoscritti noti come terzo libro del Capitale - in realtà degli abbozzi non destinati alla pubblicazione - è antecedente alla stesura del primo libro, l'unica realmente data alle stampe da Marx stesso, prima della sua morte. Se egli fosse stato un positivista, dopo aver scoperto i prezzi di produzione, non sarebbe tornato alla categoria metafisica del valore. È più ragionevole pensare che vi sia tornato perché non ha ravvisato nei prezzi di produzione nessuna contraddizione, bensì una conferma dell'astrazione determinata del primo libro.

## Ladislaus von Bortkiewicz
Ladislaus von Bortkiewicz, economista austriaco, e con lui la maggior parte degli economisti che dopo di lui si occuperanno di questo problema, ritenne che la possibilità di errore, di cui Marx nel passo sopra citato aveva dato avvertenza, si fosse effettivamente concretizzata.
Il motivo di questa convinzione sta nel ritenere che per Marx il valore del capitale costante sia dato dal lavoro direttamente e indirettamente contenuto dai mezzi di produzione e  quello del capitale variabile dal lavoro direttamente o indirettamente contenuto nei mezzi di sussistenza dei lavoratori. Partendo da queste due definizioni e assodato che i prezzi di tali merci costituenti il capitale, in generale, differiscono dai loro valori, se ne deduce che Marx, a causa della sua scarsa padronanza della matematica, aveva sì trasformato il prezzo dei prodotti (gli output), ma non quello dei mezzi di produzione e di sussistenza (gli input). Lo scopo di Bortkiewicz, però, non era distruttivo ed egli propose, nel 1907, un modo di correggere l'errore di Marx con una soluzione alternativa al problema della trasformazione. 
A tale scopo utilizzò un sistema a più settori mutuato dai noti schemi di riproduzione del Libro II del Capitale di Marx, ma che ha molto a che vedere anche con il sistema di equilibrio generale di Léon Walras,  in cui le medesime merci appaiono sia tra gli input, sotto forma di elementi del capitale costante o dei consumi dei lavoratori, che negli output, sotto forma di prodotti.
L'unità di misura prescelta per il valore degli input e degli output è il denaro che esprime tale valore. Ad esempio il valore del capitale costante impiegato è dato dalla somma di denaro che rappresenta le quantità di lavoro direttamente e indirettamente necessarie per produrre tale input.
Tutto ciò può essere rappresentato attraverso un sistema di equazioni lineari, in cui ogni equazione rappresenta un settore. Così, ad esempio, in un sistema di tre equazioni, la prima equazione rappresenta il settore che produce i mezzi di produzione (le merci costituenti il capitale costante), la seconda riga il settore che produce i mezzi di sussistenza dei lavoratori (cosiddetti beni o merci-salario), ad esempio grano, e la terza il settore che produce i beni di lusso, ad esempio oro.
Cc  pc + Lc w pw + r (Cc pc + Lc w pw) = (Cc + Cw + Cz) pc
Cw  pc + Lw w pw + r (Cw pc + Lw w pw) = (Lc + Lw + Lz) w pw
Cz  pc + Lz w pw + r (Cz pc + Lz w pw) = Z pz
dove:
- Cc indica il valore dell'unica merce di cui è composto il capitale costante impiegata nel settore che produce la stessa;
- Cw il valore di quella impiegata nel settore che produce l'unico bene di consumo dei lavoratori;
- Cz il valore di quella impiegata nel comparto che produce beni di lusso;
- Li il lavoro impiegato nel settore i-esimo;
- w il valore del salario unitario, cioè il salario per una unità di lavoro prestato o, ciò che è lo stesso, il valore della merce spettante ai lavoratori per un'ora di lavoro;
- Z il valore del bene di lusso prodotto;
- pc rappresenta il rapporto tra prezzo e valore della merce componente il capitale costante, cioè una sorta di "trasformatore", il parametro per cui deve essere moltiplicato il valore di tale merce al fine di pervenire al suo prezzo di produzione;
- pw rappresenta, analogamente, il trasformatore della merce costituente i consumi dei lavoratori;
- pz il trasformatore della merce costituente i consumi di lusso.

La riproduzione è assicurata dal fatto che il prodotto è sufficiente a reintegrare sia il capitale costante che i consumi dei lavoratori. Infatti, nella prima equazione, il prodotto complessivo è dato da Cc + Cw + Cz, cioè esattamente dal valore della quantità della merce C che serve a rimpiazzare gli input di tale merce in tutti i settori. Analogamente si dica per il settore producente i beni salario, in grado di produrre le sussistenze dei lavoratori di tutti e tre i settori.
Per semplicità è stato proposto lo schema di un sistema senza crescita. Nel caso di un sistema in espansione il prodotto dei primi due settori dovrebbe essere tale da: 
- permettere la reintegrazione degli input; ed inoltre
- generare l'eccedenza (o sovrappiù o surplus) necessaria a ripetere nelle fasi successive il ciclo produttivo su scala allargata.

Le incognite sono quattro: i tre rapporti prezzi/valori (pc, pw e pz) e il saggio del profitto (r).
Abbiamo quindi un sistema con tre equazioni e quattro incognite, che può essere risolto solo scegliendo un ulteriore vincolo. Una scelta ragionevole - ma ne sono possibili altre -  è quella di porre pz, il prezzo dell'oro, uguale a 1. In questo modo il prezzo dell'oro, che è anche la merce rappresentata dalla moneta (nel sistema monetario aureo), viene posto uguale al suo valore, e gli altri parametri di trasformazione possono essere espressi in termini del primo, cioè come rapporto tra ciascuno di loro e il valore della moneta.
È stato successivamente dimostrato che un siffatto sistema ha un'unica soluzione non negativa (cioè economicamente significativa) per ogni incognita.
In sostanza Bortkiewicz ci propone un sistema diverso da quello di Marx, e non una pura e semplice sua correzione. Le differenze più significative sono le seguenti:
1. La soluzione viene determinata simultaneamente per il saggio del profitto e per i prezzi di produzione, mentre per Marx veniva prima la determinazione del saggio del profitto;
2. Come verrà dimostrato successivamente, il saggio del profitto, le composizioni del capitale, il prezzo complessivo della produzione sociale risultano diversi da quelli calcolati in termini di valore.

## Piero Sraffa
Piero Sraffa è stato il più noto seguace dell'interpretazione di Bortkiewicz, da cui ereditò anche parte della strumentazione matematica. L'opera principale di Sraffa, Produzione di merci a mezzo di merci. Premessa a una critica della teoria economica, giunse a pubblicazione nel 1960, e rappresenta una lucida critica all'impostazione marginalista. In precedenza Sraffa aveva curato, assieme a Maurice Dobb, una riedizione critica di tutte le opere di David Ricardo, di cui fu sempre grande estimatore e profondo esegeta. La chiara ispirazione ricardiana di Sraffa e dei suoi seguaci ha portato alcuni a definirli neoricardiani.
In Produzione Sraffa non si pone dichiaratamente l'obiettivo di risolvere il problema della trasformazione. L'attenzione di Sraffa è infatti rivolta all'analisi dei cambiamenti nel sistema dei prezzi relativi al variare della distribuzione del reddito, e la sua merce tipo appare sotto molti punti di vista la soluzione analitica al problema sollevato un secolo e mezzo prima da David Ricardo in merito alla ricerca di una "misura invariante" del valore. In ogni caso, è accertato che la riflessione di Sraffa, oltre che dalle suggestioni derivategli da Ricardo, prese le mosse dalle equazioni di riproduzione di Marx, e il sistema sviluppato da Sraffa può essere facilmente adattato per affrontare il problema della trasformazione.
Il modo in cui Sraffa imposta il problema è per molti versi simile a quello di Bortkiewicz. Ci limitiamo ad elencare le differenze più significative:
- In luogo dei valori da trasformare Sraffa utilizza le quantità fisiche dei beni che entrano nella produzione ed escono come prodotti, mentre, al posto dei parametri di trasformazione, egli utilizza i prezzi.
- Sraffa pone uguale ad uno il prezzo di uno dei beni. Tale bene diventa il "numerario" del sistema: i prezzi di tutti gli altri beni vengono cioè espressi in termini relativi rispetto a questo.

Rimangono le caratteristiche principali della soluzione.
Nonostante la somiglianza con quella di Bortkiewicz, l'impostazione che Sraffa diede al problema ebbe una fortuna di gran lunga maggiore, e questo soprattutto grazie al ruolo centrale che Sraffa rivestì in quella che successivamente venne chiamata la controversia sul capitale, che contrappose la scuola di Cambridge agli economisti neoclassici, soprattutto americani. Dibattito che si risolse, secondo molti, in favore dei primi ed ebbe il suo culmine nella dimostrazione della possibilità di ritorno delle tecniche.
La determinazione simultanea dei prezzi di input e output servì infatti a Sraffa per sostenere che l'impianto dell'economia marginalista, nel suo considerare il capitale al pari delle risorse naturali non riproducibili, il cui valore può essere visto come un indice di scarsità relativa, risulta viziato da un grave errore. Infatti, comparendo il capitale sia tra gli input che tra gli output dei processi produttivi ed essendo il saggio di profitto proporzionale al valore di mercato del capitale impiegato, si entra in un circolo vizioso - i prezzi determinano il valore del capitale e il capitale determina i prezzi - da cui è possibile uscire solo risolvendo simultaneamente il sistema di equazioni.
Sraffa dunque dimostra che, almeno in assenza di produzione congiunta, quando siano date la distribuzione del reddito e le condizioni tecniche di riproduzione, il sistema dei prezzi relativi risulta univocamente determinato, senza che giochino alcun ruolo i concetti cardine della teoria del valore marginalista: la produttività marginale dei fattori e l'utilità marginale dei beni di consumo. 
Merita di essere richiamata anche la costruzione del sistema tipo a partire dalla merce tipo. Sraffa mostra che il problema della costruzione di questa merce "fittizia" si riduce all'individuazione di una serie di moltiplicatori, da applicare a ciascuna delle equazioni del sistema effettivo, tali che la quantità prodotta di ciascuna merce superi la quantità della corrispondente merce presente tra gli input del sistema in una proporzione tale da essere la medesima in ciascuna industria. In sostanza, il sistema tipo è un sistema derivato in cui ciascuna equazione del sistema di partenza pesa in una misura opportunamente stabilita in modo che sia soddisfatta la condizione di cui sopra.
Sraffa dimostra anche che vi è sempre un modo, e un modo solo, di trasformare un sistema economico reale in un sistema tipo, cioè che esiste sempre una e una sola serie di moltiplicatori che possono ricombinare le industrie del sistema in proporzioni tali da rendere identiche le composizioni dei mezzi di produzione e quelle del prodotto complessivo, di modo che la percentuale in cui ciascuna merce prodotta eccede quella presente negli input è identica per tutte le merci. Sraffa dimostra infine che il sistema tipo gode, tra l'altro, della proprietà secondo cui i prezzi relativi non variano al variare della distribuzione del reddito.
Ai fini della discussione sulla trasformazione dei valori in prezzi di produzione giova evidenziare un'altra interessante proprietà. Poiché nel sistema tipo la composizione percentuale degli elementi del capitale è per costruzione identica a quella del prodotto lordo, in tale sistema sarà identica anche la composizione delle merci che costituiscono la differenza tra il prodotto lordo e il capitale, cioè il plusprodotto (o sovrappiù). Risulta così possibile determinare il saggio di profitto come un rapporto tra quantità fisiche, senza necessità di ricorrere ai prezzi:   
{\displaystyle r={\frac {Prodotto\ lordo-Mezzi\ di\ produzione}{Mezzi\ di\ produzione}}={\frac {Plusprodotto}{Mezzi\ di\ produzione}}}
Inoltre, nel sistema tipo, il saggio di profitto può essere determinato indifferentemente come rapporto tra:
- le quantità fisiche degli input e le quantità fisiche degli output;
- il lavoro contenuto nei mezzi di produzione e quello contenuto nella produzione lorda;
- il valore di mercato dei mezzi di produzione e il valore di mercato della produzione lorda.

Infatti, date le particolari proporzioni in cui ogni industria è attivata nel sistema tipo, qualsiasi cambiamento nel sistema dei prezzi relativi inciderà sulle grandezze che determinano r in misura tale da lasciare inviariato il rapporto complessivo.
Da questo discende l'irrilevanza, all'interno del sistema tipo, dell'errore segnalato da Marx in un passo del Capitale, quello cioè di una possibile differenza tra il saggio di profitto calcolato secondo il lavoro contenuto e quello calcolato a partire dai prezzi, laddove il costo sostenuto per le singole merci che compongono il capitale differisca dal loro valore.
Le suddette proprietà chiaramente non valgono nel sistema reale, il quale è in generale diverso dal sistema tipo. Ciononostante, per stimare l'entita del possibile "errore", può avere senso indagare il grado di approssimazione del sistema tipo a quello reale.
Il nuovo punto di vista di Sraffa si affermò anche in alcune correnti del marxismo e venne preso a base per la maggior parte dei successivi contributi alla discussione sulla teoria marxiana del valore, con esiti per essa distruttivi. Infatti, l'errore marginalista, il considerare cioè il valore del capitale come dato e non come risultato del sistema di determinazione dei prezzi di produzione, è alla pari rintracciabile in Marx, almeno secondo l'interpretazione di Marx prevalente.
Alla luce del dominio di questa scuola, la critica al sistema di analisi marxiano è stata dunque approfondita e portata a conseguenze estreme.

## Paul Samuelson
La possibilità di determinare i prezzi di produzione attraverso un sistema autonomo, i cui parametri sono le quantità fisiche senza necessità di mettere in campo il valore delle merci, dà luogo a una sorta di duplice sistema: da un lato quello dei valori, da cui, secondo il modello di Sraffa, ma anche secondo la correzione di Bortkiewicz, non è possibile determinare i prezzi seguendo il metodo di Marx, ma solo con un approccio diverso e simultaneo; dall'altro quello dei prezzi, che sta in piedi anche senza conoscere i valori.
Questa circostanza ha dato modo al premio Nobel dell'economia Paul Samuelson di prendersi gioco dei numerosi e piuttosto deludenti tentativi di correggere l'errore di Marx senza invalidare la sua teoria del valore, o comunque di "ridurre i danni" proponendo varianti più o meno ragionevoli al procedimento marxiano.
Secondo questo brillante economista le soluzioni proposte al problema della trasformazione possono essere così descritte: 
"(1) scriviamo le relazioni di valore; (2) prendiamo una gomma e cancelliamole; (3) infine scriviamo le relazioni di prezzo, completando così il cosiddetto processo di trasformazione" (Samuelson, 1970).
Sempre Samuelson ha sostenuto che il procedimento di trasformazione viola le condizioni della riproduzione e che le migrazioni da un ramo produttivo all'altro non possono verificarsi se determinano modificazioni dell'offerta delle singole merci in misura tale da provocare l'eccedenza di alcune di esse e la carenza di altre rispetto alle quantità necessarie per la riproduzione sociale (rispetto alla domanda di input occorrenti per dare luogo a un nuovo ciclo produttivo sulla stessa scala del precedente o su scala allargata).

## La scuola del Sovrappiù
Sulle orme dell'impostazione prevalente da Sraffa in poi, altri economisti, gli esponenti della cosiddetta Scuola del Sovrappiù, vista la difficoltà a difendere la teoria del valore di Marx all'interno del nuovo apparato esplicativo, hanno ritenuto opportuno abbandonarla in toto, cercando però di salvare alcune conclusioni di Marx. Hanno ritenuto, per esempio, di dimostrare l'esistenza dello sfruttamento dei lavoratori in quanto il prodotto complessivo misurato in termini fisici supera gli input fisici, cioè il rimpiazzo dei mezzi di produzioni e dei beni di sussistenza dei lavoratori. Questo sovrappiù, di cui si appropriano i capitalisti, è tanto maggiore quanto più bassi sono i salari, e quindi è conseguenza dello sfruttamento dei lavoratori. Il più noto esponente di questa scuola è stato l'economista americano Paul M. Sweezy.
Sennonché Claudio Napoleoni ha giustamente rilevato che, restando in questo ambito analitico, non è obbligatorio spiegare il sovrappiù con lo sfruttamento dei lavoratori. Sono possibili altre spiegazioni. Per esempio, se i salari fossero al di sopra del livello di sussistenza, lasciando di conseguenza al profitto una quota minore di sovrappiù, si potrebbe ugualmente sostenere che i salariati sfruttano i capitalisti.

## Il teorema di Okishio
Partendo da un apparato analitico simile a quello di Sraffa e da un altro contributo di Samuelson (1957), l'economista giapponese Nobuo Okishio ha potuto dimostrare un famoso teorema che ha preso il suo nome, in base al quale l'innovazione tecnologica non può che accrescere il saggio del profitto, contrariamente a quanto sostenuto con la marxiana legge della caduta tendenziale del saggio del profitto (N. Okishio, 1961).

## Ian Steedman
Con il suo libro Marx dopo Sraffa (1987), Ian Steedman sistematizza in maniera rigorosa i contributi derivanti dalla scuola sraffiana, raggiungendo così il culmine della critica alla teoria del valore.
Egli rileva che il lavoro contenuto nelle merci è il risultato della tecnica, come lo sono le quantità fisiche degli input e degli output. È questo il motivo per cui si possono determinare i prezzi di produzione indifferentemente da quantità di lavoro o da  quantità fisiche. Dal che sorge il quesito: perché utilizzare, con le difficoltà fin qui esposte, il valore e non direttamente gli input di merci? Il valore è quindi ridondante, non è necessario per risolvere il nostro problema.
Inoltre egli dimostra che nel suo sistema, mutuato da Sraffa, si giunge a conclusioni incompatibili con quelle di Marx. Infatti, la somma del valore totale dei prodotti solo per caso può eguagliare la somma dei loro prezzi. Lo stesso dicasi per gli elementi aggregati del capitale, per le composizioni del capitale e conseguentemente per il saggio di profitto calcolato in termini di valore. Ma se tale saggio di profitto è errato, viene meno l'elemento di saldatura tra il sistema dei valori e quello dei prezzi, che per Marx era appunto la possibilità di determinare il saggio generale del profitto partendo dal sistema dei valori.
Anche la formulazione di Steedman, come quella di Sraffa, è elegante e perfetta. Che essa sia anche una confutazione della teoria del valore dipende dalla sua interpretazione di tale teoria, identica a quella di Bortkiewicz, Sraffa, Samuelson e di tanti altri. La sua e la loro matematica ci dice piuttosto che, assumendo l'equilibrio economico, la conoscenza della tecnica, data da input e output fisici, considerando i salari come una quantità di merci (al pari del mangime per gli animali da lavoro), si può giungere alla determinazione dei prezzi relativi (non a quelli assoluti, osserviamo, perché la moneta non è neppure presupposta) senza la necessità di ricorrere alle quantità di lavoro. Ci dice inoltre che questi prezzi relativi differiscono da quelli che si otterrebbero se si interpretasse Marx in un certo modo, cioè se si considerasse il valore di una merce pari al lavoro in essa direttamente e indirettamente contenuto, mentre sappiamo dalla illustrazione della teoria marxiana del valore che sussiste un'altra interpretazione secondo la quale per Marx il valore del capitale è dato dal lavoro rappresentato nella quantità di moneta occorrente per acquisire i fattori produttivi. Come già accennato, tale seconda interpretazione è stata nettamente minoritaria, se non del tutto assente, per tanti anni. Il motivo di questa circostanza è da ricercare principalmente nelle lenti "ricardiane" con cui è stato letto Marx, nonostante le sue dichiarazioni di rottura con l'economia classica.

## L'interpretazione di Giorgio Cingolani
Uno sviluppo della teoria sraffiana si è avuto recentemente ad opera di Giorgio Cingolani ne La teoria del valore-lavoro dopo Sraffa.
La chiusura del modello di Sraffa, riformulato in termini di settori verticalmente integrati, con uno speciale numerario basato sul vettore del salario reale assunto come dato, consente di determinare, in maniera endogena, oltre che i prezzi relativi e le due variabili distributive, anche il saggio del plusvalore e i prezzi assoluti. Questi ultimi, pur essendo diversi dai valori, risultano espressi in termini di lavoro incorporato, mentre risultano verificate le due note uguaglianze di Marx (somma dei prezzi uguale a somma dei valori e profitto totale uguale a plusvalore totale).
Inoltre, con la matrice del salario in natura, che rappresenta la parte del prodotto netto unitario destinata al lavoro, può essere definita per Cingolani la cosiddetta "legge" generale del valore-lavoro (comprendente come caso particolare la "legge" di Marx), che consente, attraverso la ridefinizione delle categorie analitiche di Marx, di operare il procedimento di trasformazione dei valori nei prezzi di produzione.
Secondo Cingolani, con questo modello, troverebbero dunque soluzione sia il problema della determinazione dei prezzi di produzione dalle quantità di lavoro, sia il problema dell'origine del profitto.